# Anandakrishnan Glacier
Anandakrishnan Glacier är en glaciär i Antarktis. Den ligger i Västantarktis. Inget land gör anspråk på området. Anandakrishnan Glacier ligger 466 meter över havet.
Terrängen runt Anandakrishnan Glacier är kuperad norrut, men söderut är den platt. Trakten är obefolkad. Det finns inga samhällen i närheten. 